# Шлях-Пуща
Шлях-Пуща (бел. Шлях-Пушча) — деревня в Берёзовском районе Брестской области Белоруссии. Входит в состав Сигневичского сельсовета.

## География
Деревня находится в центральной части Брестской области, при автодороге Н-77, на расстоянии приблизительно 15 километров (по прямой) к юго-юго-западу от города Берёза, административного центра района. Абсолютная высота — 147 метров над уровнем моря. Площадь населённого пункта — 0,4673 км².

## История
По состоянию на 1905 год, в Шляхетской Пуще проживало 15 человек. В административном отношении посёлок входил в состав Ревятичской волости Пружанского уезда Гродненской губернии.
Согласно Рижскому мирному договору (1921), деревня вошла в состав межвоенной Польши. Входила в состав гмины Ревятичи Пружанского повета Полесского воеводства Польши. В 1921 году числилось 15 жителей, проживавших в 3 домах. В этническом составе населения того периода поляки составляли 80 %, белорусы — 20 %. В конфессиональном составе населения преобладали католики (80 %).
С 1939 года в БССР.

## Население
По данным переписи 2019 года, в деревне проживало 32 человека.
| Год  | Население, человек |
| ---- | ------------------ |
| 1905 | 15                 |
| 1921 | 15                 |
| 2009 | ↗ 55               |
| 2019 | ↘ 32               |